# 賀谷與吉
賀谷 與吉 / 与吉（かや よきち、1899年（明治32年）5月20日 - 1945年（昭和20年）6月25日）は、日本の陸軍軍人。生前の最終階級は中佐（戦死後、特進により少将）。沖縄戦において第62師団歩兵第63旅団独立歩兵第12大隊（通称：賀谷支隊）を率いた事跡で知られる。

## 生涯
山口県佐波郡牟礼村（現・防府市）生まれ。広島幼年学校を卒業。陸軍士官学校第33期生。1942年6月26日第3軍第1国境守備隊第4地区隊長。1944年1月13日第62師団独立歩兵第12大隊長。同年8月、沖縄県中頭郡北中城村の島袋地区で陣地構築に携わる。
1945年（昭和20年）4月1日、アイスバーグ作戦により嘉手納海岸に上陸した第7師団、第96師団を相手に独立歩兵第12大隊（総員1,233名）で4日間の遅滞戦闘を行い、日本軍が待ち構える嘉数陣地まで米軍を誘導することに成功した。この際に被った損害は戦死将校11名、下士官兵231名。負傷数不明。その後も各地で抵抗を続け、日本軍南部撤退後も抵抗を続けたが6月中旬の島尻地区最終戦で隊は孤立。23日の牛島司令官自決後は遊撃戦に切り替えたがその後の米軍の掃討作戦によって戦死したとみられる。同日付で陸軍大佐。6月29日付で陸軍少将